# Пархуты (Дятловский район)
Парху́ты (бел. Пархуты) — деревня в Козловщинском сельсовете Дятловского района Гродненской области Белоруссии. Согласно переписи населения 2009 года в Пархутах проживало 15 человек. Площадь сельского населённого пункта составляет 17,87 га, протяжённость границ — 3,31 км.

## Этимология
Название деревни имеет смысловое значение «грязь, нечистоты».

## География
Пархуты расположены в 35 км к юго-западу от Дятлово, 172 км от Гродно, 18 км от железнодорожной станции Слоним.

## История
По переписи населения 1897 года Пархуты — деревня в Козловской волости Слонимского уезда Гродненской губернии. В Пархутах насчитывалось 14 домов, проживало 134 человека.
В 1921—1939 годах Пархуты находились в составе межвоенной Польской Республики. В этот период деревня относилась к сельской гмине Козловщина Слонимского повята Новогрудского воеводства. В 1923 году в Пархутах имелся 21 дом, проживало 98 человек. В сентябре 1939 года Пархуты вошли в состав БССР.
В 1996 году Пархуты входили в состав Денисовского сельсовета и колхоза «Слава труду». В деревне насчитывалось 13 хозяйств, проживало 24 человека.
30 декабря 2003 года Пархуты были переданы из упразднённого Денисовского сельсовета в Козловщинский поселковый совет.
26 декабря 2013 года деревня вместе с другими населёнными пунктами, ранее входившими в состав Козловщинского поссовета, была включена в новообразованный Козловщинский сельсовет.